# Tomoderus
Tomoderus is een geslacht van kevers uit de familie snoerhalskevers (Anthicidae). De wetenschappelijke naam van dit geslacht is voor het eerst geldig gepubliceerd in 1849 door F. de la Ferté-Sénectère.
Het zijn vrij forsgebouwde, kleine kevers met een convex lichaam en een ingesnoerd halsschild of pronotum dat twee lobben vertoont.
Dit geslacht komt volgens de la Ferté-Sénectère over de hele wereld voor, "zelfs in Nieuw-Holland" (Nouvelle-Hollande).  Er zijn een driehonderdtal Tomoderussoorten beschreven.

## Soorten
- T. absimilis Telnov, 2001
- T. albiclavus Telnov, 2005
- T. anderssoni Bonadona, 1988
- T. angulatus Uhmann, 1993
- T. angusticollis Bonadona, 1989
- T. annulicornis Pic, 1926
- T. appendicinus Uhmann, 1993
- T. barclayi Telnov, 2005
- T. besucheti Bonadona, 1989
- T. besuchetianus Uhmann, 1987
- T. bicolor Uhmann, 1996
- T. bigibbosus Uhman, 1995
- T. bimaculatus Uhmann, 1988
- T. binodulus Uhmann, 1993
- T. borneensis Krekich-Strassoldo, 1914
- T. bosnicus Pic, 1892
- T. brevitaticornis Telnov, 2004
- T. cantaloubei Bonadona, 1959
- T. circiter Telnov, 2005
- T. clepsammium Telnov, 2005
- T. constrictus (Say, 1826)
- T. cruciatus LaFerté-Sénectère, 1849
- T. curvifasciatus Uhmann, 1995
- T. dalmatinus Reitter, 1881
- T. derarimusoides Telnov, 2005
- T. discisus Uhmann, 1983
- T. diversitatis Telnov, 2005
- T. drescheri Krekich-Strassoldo, 1930
- T. dubius Bonadona, 1984
- T. dumogaensis Telnov, 2005
- T. ehlersi von Heyden, 1882
- T. elegantithorax Telnov, 2001
- T. fasciatipennis Pic, 1942
- T. fasciatonitidus Telnov, 2001
- T. fascicularis Uhmann, 1997
- T. fernandezi Bonadona, 1984
- T. flagellipenis Telnov, 2005
- T. flavus Uhmann, 1981
- T. fortepunctatus Uhmann, 1987
- T. fumeoalatus Krekich-Strassoldo, 1925
- T. glaber Uhmann, 1995
- T. glabricephalus Uhmann, 1999
- T. globicollis Uhmann, 1996
- T. globipennis Uhmann, 1993
- T. globosus Uhmann, 1999
- T. gracilicollis Uhmann, 1993
- T. harwoodi Blair, 1923
- T. heteropunctatus Bonadona, 1989
- T. hirtipennis Uhmann, 1999
- T. hornabrooki Uhmann, 1995
- T. humeralis Uhmann, 1987
- T. impressulus Casey, 1895
- T. indicus Bonadona, 1989
- T. inhabilis Werner, 1958
- T. inhumeralis Pic, 1952
- T. insitus Bonadona, 1989
- T. interruptus LaFerté-Senéctère, 1848
- T. italicus De Marseul, 1879
- T. klapperichi Uhmann, 1988
- T. kuchingensis Uhmann, 1993
- T. latior Uhmann, 1993
- T. lenis Telnov, 2005
- T. lepidus Bonadona, 1984
- T. lineatopunctatus Uhmann, 1994

- T. loeblianus Uhmann, 1987
- T. macrophthalmus Uhmann, 2000
- T. magnus Uhmann, 1994
- T. martensi Uhmann, 1982
- T. mediofasciatus Telnov, 2005
- T. metallicus Uhmann, 1999
- T. mindanaoensis Telnov, 2001
- T. minutus Uhmann, 1990
- T. monstrificus Telnov, 2005
- T. mussardi Bonadona, 1988
- T. napolovi Telnov, 1997
- T. nigerrimus Uhmann, 1999
- T. ovipennis Pic, 1952
- T. palmi Uhmann, 1989
- T. piceipennis Pic, 1923
- T. piochardi von Heyden, 1870
- T. planipennis Uhmann, 1994
- T. praemontanus Telnov, 2001
- T. pseudotrimaculatus Telnov, 2006
- T. radicis Uhmann, 1983
- T. reitteri Heberdey, 1938
- T. riedeli Uhmann, 1993
- T. robusticornis Spassky, 1955
- T. rotundipennis Uhmann, 1994
- T. rougemonti Bonadona, 1984
- T. satoi Saito, 2003
- T. schuhi Uhman, 1995
- T. semiaeneus Pic, 1929
- T. setarius Uhmann, 1993
- T. setifer Uhmann, 2000
- T. smetanai Uhmann, 1989
- T. sulawesiensis Uhmann, 1993
- T. taipingensis Uhmann, 1993
- T. terrenus Bonadona, 1988
- T. testaceus Pic, 1928
- T. tibialis Uhmann, 1987
- T. topali Uhmann, 1983
- T. uniformis Lea, 1922
- T. ventralis Marseul, 1878
- T. villiersi Pic, 1955
- T. volucris Telnov, 2005
- T. wallacei Telnov, 2005
- T. weijersi Pic, 1911
- T. ziczac Telnov, 2005